# Lei da Escânia
A Lei da Escânia (em sueco: Skånelagen; em dinamarquês: Skånske Lov) foi a lei da Terra da Escânia, uma região originalmente pertencente à Dinamarca e que compreendia as províncias da Escânia, Halland e Blekinge e a ilha de Bornholm. Foi escrita entre 1202 e 1216, possivelmente cerca de 1210.  Foi preservada em vários manuscritos medievais e modernos e foi editada inúmeras vezes, a última delas em 1933. É composta por 241 capítulos de leis e recebeu 14 acréscimos nos manuscritos produzidos entre os séculos XIV-XVII.

## Manuscritos e edições

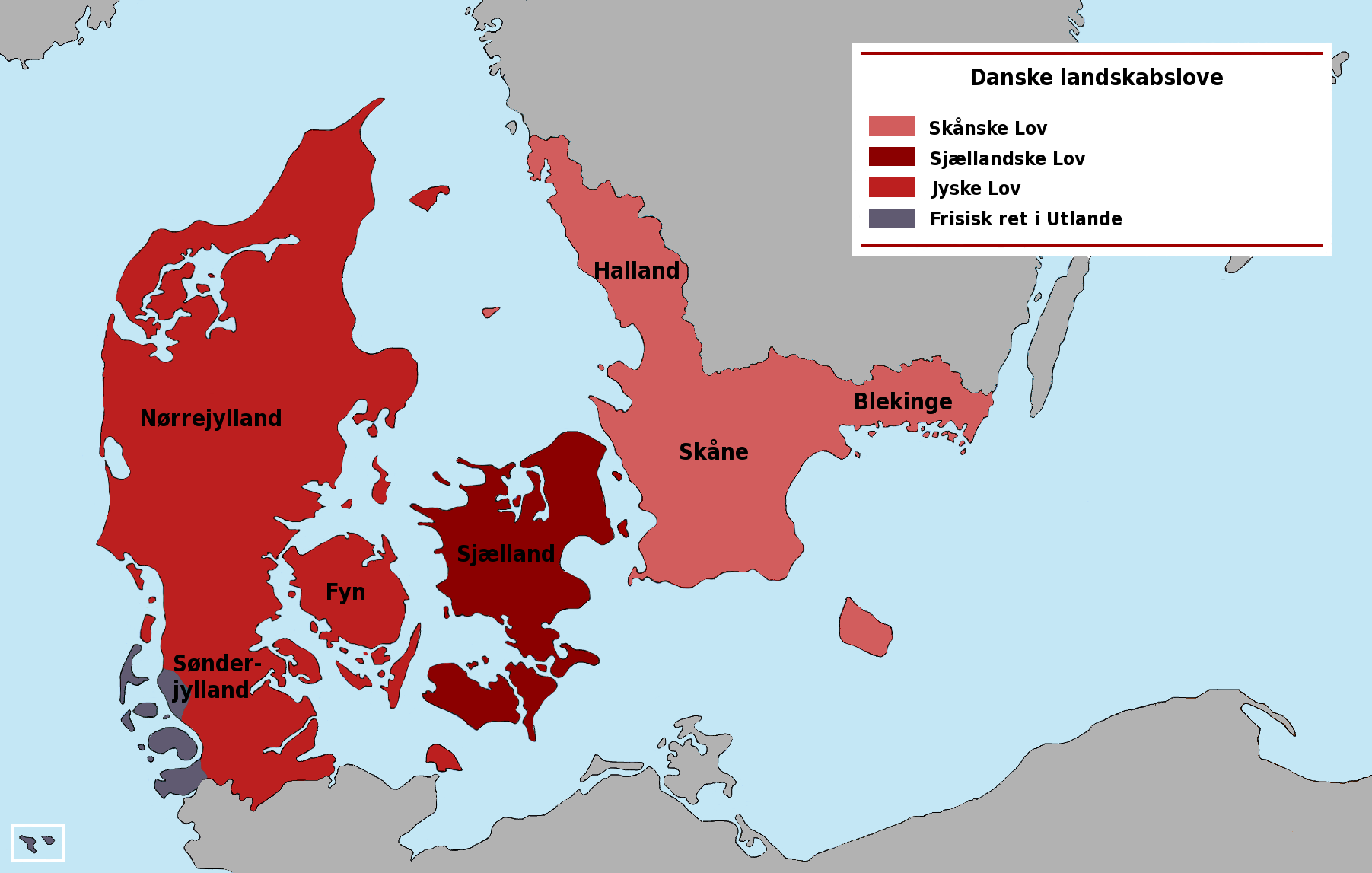
Territórios das leis provinciais danesas

A Lei da Escânia sobreviveu em vários manuscritos. O mais antigo, o Códice Rúnico AM 28,8° de Copenhague data do século XIII e contém, além do texto legal em 241 capítulos, vários suplementos, como duas listas reais danesas, o relatório sobre demarcação de fronteiras entre Dinamarca e Suécia e a descrição da fronteira. O segundo manuscrito mais antigo é B76, de Estocolmo, de cerca de 1300, que Johan Hadorph baseou sua edição impressa de 1676. Ambos os manuscritos são tão próximos em conteúdo que devem ter um modelo comum (perdido). A lei não é dividida em capítulos não numerados e só nos manuscritos mais recentes há divisão em seções.
Embora chamada de lei, é um livro de direito, o que explica as visões conflitantes no conteúdo legal apresentado; o capítulo 104, por exemplo, é contradito pelo precedente, enquanto os capítulos 101 e 124 equiparam os novos estatutos reais às leis anteriores. Além disso, os manuscritos dos séculos XIV-XVII fizeram 14 adições ao texto original. Desde o século XVI, havia um texto vinculativo, que foi mantida na Biblioteca da Catedral de Lund. A primeira edição impressa foi feita em 1505 pela imprensa copenhaguense Gotfrid v. Gemen. Foi seguido pela edição de Arnold Huitfeld de 1590 e outra pós-Tratado de Roskilde de 1658 que cedeu a Escânia à Suécia feita por Johan Hadorph em 1676. Há edições listadas por Schlyter. Há ainda a edição de Peder Goth Thorsens, de 1853, a de Carl Johan Schlyter de 1859, e a última de 1933 produzida por Johannes Brøndum-Nielsen, Svend Aakjær e Erik Kroman e apresentada na série DGL em dois volumes.

### Produção e conteúdo

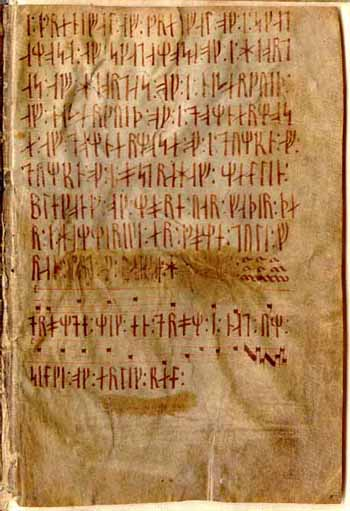
Fólio do Códice Rúnico

Foi escrita após 1202 e antes e 1216, pois tem, nos caps. 85-90, estatutos do rei Canuto VI (r. 1182–1202) a partir de 18 de dezembro de 1200 sobre homicídio e nos caps. 90f, 104 e 125 há regulamentos retirados de estatutos de Valdemar II (r. 1202–1241). Outrossim, a lei de Valdemar feita em resposta ao Quarto Concílio de Latrão (1215) e que proibiu a participação da Igreja em juízos de Deus, não foi incorporada. Pensa-se que foi redigida ca. 1210, não por um autor, mas por comissão nomeada pelo conselho da Escânia. Escrita em dialeto escânio, destinava-se a agricultores independentes e inquilinos de países com trabalho forçado. Os direitos eclesiásticos também são citados, enquanto os nobres são mencionados apenas de passagem, talvez porque as relações jurídicas da nobreza já estivessem ordenadas, desde a década de 1180, pela lei de sucessão (viperlagsret). Uma versão em latim, chamada Livro das Leis da Escânia (em latim: liber legis Scaniae), foi produzida pelo arcebispo de Lund André.
A lei segue, em linhas gerais, a estrutura do livro de heranças da Zelândia produzido por Valdemar, que trata da lei pessoal, familiar e sucessória (c. 1–66), mas com acréscimos, o direito a terra e a construção (ca. 67–84), homicídio e agressão (c. 85–121), servos (c. 122–135), furto e prova de fogo (c. 136–163), naufrágios (ca. 164–214), fornicação, adultério e estupro (c. 215-224), manejo relapso de fogo e incêndio (ca. 225f), serviço do administrador (c. 227-231), dívidas, aluguel, empréstimo e custódia (c. 232-237) e aluguel da terra (c. 238-241). Os manuscritos da lei são muitas vezes acompanhados de suplementos, que contêm a legislação real no direito da família, mas principalmente no direito penal.